# Sygnały zamknięcia toru

Tarcza zaporowa wskazująca sygnał Z1 Stój

W świetle przepisów sygnalizacji na PKP PLK przez sygnały zamknięcia toru rozumie się:
- tarcze zaporowe lub tarcze zaporowe świetlne,

a także podobnie wyglądające sygnalizatory:
- przy wykolejnicach;
- na obrotnicach i wagach;
- sygnał dotyczący wjazdu na punkty przestawcze zestawów kołowych.